# Туніс на літніх Олімпійських іграх 2008
Туніс брав участь в Літніх Олімпійських іграх 2008 року в Пекіні (Китай) в дванадцятий раз за свою історію, і завоював одну золоту медаль. Збірну країни представляли 12 жінок.

## Золото
- Плавання, чоловіки, 1500 метрів — Уссама Меллулі.